# Yaoundé III
Yaoundé III (ou Yaoundé 3e) est une commune d'arrondissement de la communauté urbaine de Yaoundé, département du Mfoundi dans la région du Centre du Cameroun. Elle a pour chef-lieu le quartier Efoulan et ayant une chefferie de 1er degré Chefferie d’Efoulan.

## Géographie
Elle s'étend du centre au sud de la ville, à l'est de Yaoundé VI et à l'ouest de Yaoundé IV.
| Yaoundé II | Yaoundé I   | Yaoundé V  |
| Yaoundé VI | Yaoundé III | Yaoundé IV |
| Mbankomo   | Mbankomo    | Bikok      |

## Histoire
La commune d'arrondissement de Yaoundé 3e est créée en 1987. La commune est démembrée de sa partie ouest pour former la commune de Yaoundé VI en 1993.

## Administration
Elle est dirigée par un maire depuis 1987.
| Période     | Identité                   | Parti | Notes             |
| ----------- | -------------------------- | ----- | ----------------- |
| 2020 - 2025 | Lucas Owona                | RDPC  |                   |
| 2007 - 2020 | Étienne Marcel Otele Manda | RDPC  |                   |
| 2002 - 2007 | André Mama Fouda Ongba     | RDPC  | chef d'entreprise |
| 1996 - 2002 | Joseph Manda Fils          | RDPC  |                   |
| 1987 - 1996 | René Doun Owona            | RDPC  |                   |

## Quartiers
La commune est constituée de quartiers :
- Ahala 1, Ahala 2
- Afanoya 1, 2, 3, 4
- Centre administratif, quartier du lac
- Dakar I, Dakar II
- Efoulan
- Etoa
- Mbaligi
- Mekoumbou 1, Mekoumbou 2
- Melen 1, 2
- Messong
- Mvan
- Mvolyé
- Ngoa Ekélé
- Nyomo
- Nkol-Mbenda
- Nkolmesseng
- Nkolfon
- Nsimeyong
- Ntouessong
- Obili
- Obobogo
- Olezoa
- Simbock

## Édifices, parcs et jardins

Monument de la réunification

Le quartier du centre administratif au nord de l'arrondissement abrite : 
- Lac municipal de Yaoundé
- Forêt urbaine n°5
- Monument de la réunification
- Ambassade de France au Cameroun, Plateau Atémengué

## Éducation et enseignement
- Université de Yaoundé I, quartier Ngoa Ekélé.
- École nationale d'administration et de magistrature du Cameroun, fondée en 1959
- École normale supérieure de Yaoundé
- école nationale supérieure polytechnique de Yaoundé
- CETIC de Ngoa-Ekelle
- CETIF de Ngoa-Ekelle
- Lycée de Ngoa-Ekelle
- Lycée technique industriel et commercial bilingue de Yaoundé
- Lycée technique bilingue de Nsam
- Lycée de Biyem-Assi
- Lycée de Nsam-Efoulan
- Lycée d'Ahala
- Lycée d'Afanoyoa
- Lycée technique d'Afanoyoa
- Collège Vogt
- Collège Victor Hugo
- Collège catholique saint Benoît

## Santé
- Centre hospitalier universitaire de Yaoundé, quartier de Mélen

## Cultes et édifices religieux
- Basilique Mineure Marie Reine des Apôtres de Mvolyé
- Conférence épiscopale nationale du Cameroun (Église catholique)